# Elzbieta Ledererová
Elzbieta Ledererová (7. ledna 1932, Dolní Kazimierz, Polsko – 27. května 2017, Augsburg, Německo) byla polská filoložka, překladatelka, která žila v Československu. Spolu se svým druhým manželem, Jiřím Ledererem se zapojila do událostí pražského jara 1968. Po Invazi vojsk Varšavské smlouvy do Československa se stala s manželem terčem komunistické perzekuce. Byla jednou z prvních signatářek Charty 77. V roce 1978 byla jednou ze zakládajících členů Výboru na obranu nespravedlivě stíhaných.
V rámci akce Asanace byli manželé Ledererovi donuceni k emigraci do Spolkové republiky Německo.

## Ocenění
- 2014 Cena Václava Bendy, Ústav pro studium totalitních režimů[2]